# Lorenzo Marcantognini
Lorenzo Marcantognini detto Lollo (Fano, 9 novembre 2002) è un calciatore e velocista italiano paratleta, membro della Nazionale amputati di calcio dell'Italia e del gruppo sportivo delle Fiamme Azzurre.

## Biografia
Nato a Fano con una malformazione alla gamba e alla parte sinistra del corpo, a quattro anni e mezzo viene operato presso l’Ospedale Rizzoli di Bologna dove gli viene amputata la gamba sinistra da poco sopra il ginocchio per gestire al meglio i problemi relativi all'agenesia di tibia e perone.
Comincia a praticare nuoto all’età di sette anni, ma sin dall'adolescenza passa al calcio utilizzando una protesi.
Il 20 dicembre 2018 viene invitato con tutta la nazionale italiana calcio amputati in udienza a Roma da Papa Francesco, per ricevere i complimenti per il mondiale disputato. 
Dal 9 al 14 maggio 2022 prende parte alla missione di inclusione organizzata dall’AIC (Associazione Italiana Calciatori) a Dakar, in Senegal, con gli ex giocatori Simone Perrotta e Fabio Poli.. 

## Carriera nel calcio
Nel 2012 entra a far parte dell'associazione art4sport ONLUS di Bebe Vio  e, poco tempo dopo, conosce la disciplina del calcio per amputati.
Nel 2014 viene coinvolto dalla Nazionale Italiana Calcio Amputati e vola a Culiacán in Messico per partecipare come mascotte ai primi Mondiali ai quali la squadra italiana prende parte.
È del 2018 la sua prima convocazione come giocatore al Campionato mondiale di calcio per amputati che si tiene in Messico a Guadalajara.
Il 12 giugno 2019 vince a Roma, allo stadio dei Marmi, “Giochi senza barriere”, evento organizzato dall’associazione Art4sport, con la squadra della sua città natale.
Dal 25 al 30 giugno 2019 partecipa, nella disciplina dei 100 m e del salto in lungo, agli EPYG di Atletica leggera (European Paralympic Youth Games) in Finlandia, a Lahti.
Vince a novembre 2019, a Lecce, il campionato italiano di calcio per amputati con la sua squadra Nuova Montelabbate e, nello stesso mese, il comitato regionale delle Marche del Coni, con una cerimonia ufficiale, gli consegna una benemerenza sportiva a fronte dei meriti sportivi ottenuti.
Nel febbraio 2021 accetta la proposta del gruppo sportivo delle Fiamme Azzurre e vi entra come atleta ufficiale partecipando, nonostante un infortunio al calcagno, agli Europei di calcio amputati che si svolgono in Polonia a Cracovia (dal 12 al 19 settembre 2021). La sua squadra si classifica quinta, ottenendo la qualificazione per i mondiali da disputare in Turchia nel 2022.
Sempre nel 2021 prende parte alla Champions League calcio amputati in Polonia, a Cracovia, con la sua squadra Sporting Amp Football sotto il patrocinio Uefa.
Dal 29 settembre al 9 ottobre 2022 partecipa ai Mondiali di Calcio Amputati con la Nazionale, ad Istanbul, qualificandosi ai quarti di finale ed entrando tra le prime otto squadre al mondo (unico team europeo nella top 8 oltre alla vincitrice del mondiale, la Turchia).

## Carriera nell'atletica leggera
Il 7 giugno 2019, a Grosseto, nel corso del World Para Athletics Grand Prix batte il record del mondo sui 400 metri T63 con il tempo di 1:17:74.
Questo tempo verrà abbassato da lui stesso in due occasioni: a luglio 2019, al World Parathletics Junior Championship di Nottwil, nella categoria 400 m T63, con 1:14:56 e il mese successivo a Jesolo (per i campionati italiani assoluti atletica leggera paralimpica), con 1:14:35.
Nell'ottobre 2020 a Roma, alle finali dei campionati italiani di società, abbassa ancora il suo record a 1:08:55  che però nel novembre dello stesso anno viene superato dall'atleta giapponese Atsushi Yamamoto.

## Palmarès

### Calcio
- Campionato italiano di calcio per amputati 1

Nuova Montelabbate: 2019
- Coppa Italia di calcio per amputati 1

Nuova Montelabbate: 2021

### Atletica leggera
| Anno | Manifestazione                               | Sede     | Specialità         | Risultato | Prestazione | Note                          |
| ---- | -------------------------------------------- | -------- | ------------------ | --------- | ----------- | ----------------------------- |
| 2018 | Campionati Italiani indoor                   | Ancona   | 200 m T63          | Oro       | 31"27       | Record nazionale              |
| 2019 | Campionati Italiani indoor                   | Ancona   | 60 m T63           | Argento   | 9"18        |                               |
| 2019 | Campionati Italiani indoor                   | Ancona   | 200 m T63          | Argento   | 30"47       |                               |
| 2019 | European paralympic youth games              | Lahti    | 100 m T63          | Oro       | 15"18       | Miglior prestazione personale |
| 2019 | European paralympic youth games              | Lahti    | Salto in Lungo T63 | Argento   | 4,5 m       | Miglior prestazione personale |
| 2019 | World Para Athletics Grand Prix              | Grosseto | 400 m T63          | Oro       | 1'17"74     | Record mondiale               |
| 2019 | Campionati Mondiali Paralimpici Giovanili    | Nottwil  | 400 m T63          | Oro       | 1'14"56     | Record mondiale               |
| 2019 | Campionati Italiani Assoluti                 | Jesolo   | 400 m T63          | Oro       | 1'14"35     | Record mondiale               |
| 2020 | Campionati Italiani Assoluti                 | Jesolo   | 400 m T63          | Oro       | 1'10"67     | Record mondiale               |
| 2020 | Campionati Societari di atletica paralimpica | Roma     | 400 m T63          | Oro       | 1'08"55     | Record mondiale               |
| 2021 | Campionati Italiani indoor                   | Ancona   | 400 m T63          | Oro       | 1'13"90     |                               |